# Udo Dönsdorf
Udo Dönsdorf (* 10. November 1952) ist ein ehemaliger deutscher Eis- und Rollkunstläufer.

## Leben
Udo Dönsdorf war Deutscher Meister im Eistanz. Seine Partnerin war Christina Henke. 1974 wurde das Paar Weltmeister im Rollkunstlauf-Tanz und 1975 und 1976 Deutscher Meister im Eistanz. 1972 und 1975 wurde das Paar Deutscher Meister, 1974 Weltmeister und 1973 und 1975 Vizeweltmeister im Rolltanzen. Nach dem Ende seiner Amateurkarriere wurde Udo Dönsdorf Trainer. 1993 wurde er sportlicher Koordinator und seit 1999 Sportdirektor der Deutschen Eislauf-Union e. V. (DEU). Dönsdorf lebt heute in München-Obermenzing.
Im März 2009 wurden von dem Berliner Eistänzer Sascha Rabe Vorwürfe wegen sexueller Nötigung gegen Udo Dönsdorf erhoben. Dönsdorf blieb als Sportdirektor der Deutschen Eislauf-Union im Amt. Die Klage wurde im Januar 2011 in 1. Instanz abgewiesen.

## Erfolge/Ergebnisse im Eistanz
| Wettbewerb/Wintersaison  | 1969 | 1970 | 1971 | 1972 | 1973 | 1974 | 1975 | 1976 |
| ------------------------ | ---- | ---- | ---- | ---- | ---- | ---- | ---- | ---- |
| Olympische Winterspiele  | -    | -    | -    | -    | -    | -    | -    | -    |
| Weltmeisterschaften      | -    | -    | -    | -    | 13.  | -    | -    | -    |
| Europameisterschaften    | -    | -    | -    | -    | -    | -    | 11.  | 16.  |
| Deutsche Meisterschaften | 3.J  | 2.J  | 5.   | 4.   | 4.   | -    | 1.   | 1.   |

- J = Junioren